# 何婕妤 (南朝宋孝武帝)
何婕妤（?—?），中国南北朝南朝宋孝武帝刘骏的妃嫔，被封为婕妤。
何婕妤在生刘骏第十子刘子凤，後生刘骏第二十五子刘子趋。刘子凤早夭，未封王。宋明帝即位后，诛杀兄长孝武帝的儿子，泰始二年（466年），刘子趋被宋明帝赐死。